# Nagari Aripan
Nagari Aripan is een bestuurslaag in het regentschap Solok van de provincie West-Sumatra, Indonesië. Nagari Aripan telt 4278 inwoners (volkstelling 2010).